# Pallol

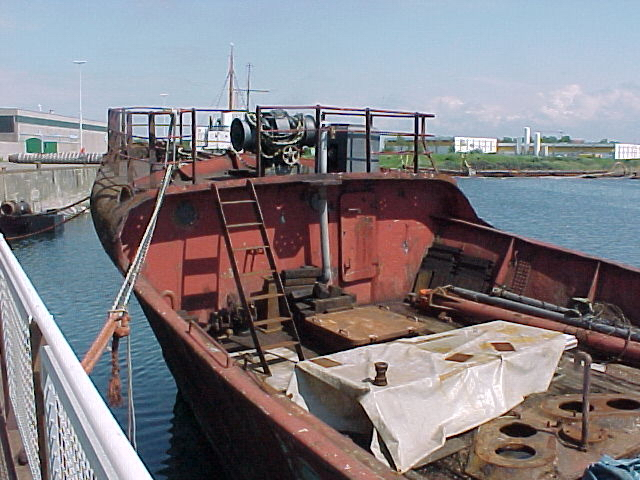
Castell de proa i porta d'accés al pallol del contramestre

A bord dels vaixells un pallol, pallet o panyol (castellanisme) és qualsevol espai destinat a emmagatzemar elements emprats en el manteniment i l'operació del vaixell. Hi ha moltes menes de pallols segons l'ús a què es destinen. Així hi ha:
- pallol del contramestre
- pallol de pintures
- pallol d'eines
- pallol de roba blanca,
- pallol de begudes
- pallol d'electricitat.

Potser el més emblemàtic de tots és el pallol del contramestre, que és aquell destinat a guardar els elements d'amarratge, caps, calabrots, cables i tots els recanvis de l'eixàrcia morta i l'eixàrcia d'amarratge, així com totes les eines per al correcte manteniment de la coberta, del buc i de l'aparell del vaixell.
Aquest pallol és normalment en el castell de proa just davant de la coberta i sota la coberta de proa.